# Abbott Island (Antarktika)
Abbott Island ist eine unbewohnte Insel im Palmer-Archipel vor der Nordwestküste der Antarktischen Halbinsel, die etwa zwei Kilometer westlich von Davis Island im südlichen Abschnitt der Bouquet Bay im Nordwesten der Brabant-Insel liegt.
Sie wurde grob von Teilnehmern der französischen Antarktisexpedition von 1903 bis 1905 unter der Leitung des Polarforschers Jean-Baptiste Charcot kartiert. Eine detailreichere Kartierung erfolgte 1959 anhand von Luftaufnahmen der Hunting Aerosurveys Ltd. zwischen 1956 und 1957. Das UK Antarctic Place-Names Committee benannte die Insel nach der kanadischen Medizinerin Maude Abbott (1869–1940). 